# Сборная Грузии по теннису в Кубке Билли Джин Кинг
Сборная Грузии по теннису в Кубке Федерации — официальный представитель Грузии в Кубке Федерации. Руководящий состав сборной определяется Грузинской Федерацией Тенниса.
Капитаном команды является Маргалита Чахнашвили (занимает этот пост с 2013 года).
В настоящее время команда участвует в турнире первой группы зоны Европа/Африка.

## История выступлений
Сборная дебютировала в турнире в 1994 году. Из этих 22 лет команда постоянно играет в региональной зоне. За это время сыграно 81 матчевая встреча (41 победа).
До 1993 года лучшие игроки сборной выступали в составе сборной СССР и СНГ.

## Рекордсмены команды
| Максимальное общее число побед               | 30-27 | Маргалита Чахнашвили                |
| Максимальное число побед в одиночных матчах  | 21-15 | Маргалита Чахнашвили                |
| Максимальное число побед в парных матчах     | 12-8  | София Шапатава                      |
| Лучшая пара                                  | 7-2   | Оксана Калашникова / София Шапатава |
| Наибольшее число участий в матчевых встречах | 39    | Маргалита Чахнашвили                |
| Наибольшее число лет в турнире               | 11    | Маргалита Чахнашвили                |

## Последние 3 матча сборной
| Год  | Стадия                       | Место (покрытие)           | Соперник   | Участвовавшие игроки                                                  | Счёт |
| ---- | ---------------------------- | -------------------------- | ---------- | --------------------------------------------------------------------- | ---- |
| 2015 | Группа I. зона Европа/Африка | Будапешт, Венгрия, хард(i) | Турция     | Мариам Болквадзе Екатерина Горгодзе Оксана Калашникова София Шапатава | 1-2  |
| 2015 | Группа I. зона Европа/Африка | Будапешт, Венгрия, хард(i) | Болгария   | Екатерина Горгодзе София Шапатава Оксана Калашникова                  | 2-1  |
| 2015 | Группа I. зона Европа/Африка | Будапешт, Венгрия, хард(i) | Португалия | София Квацабая София Шапатава Оксана Калашникова                      | 2-1  |